# Les Casinos de Pornic
Les casinos de Pornic sont situés en Loire-Atlantique et ont été construits entre 1853 et 2018. Seul le plus récent situé sur le long du Canal de Haute Perche est aujourd'hui en activité en tant que casino. Il est exploité par le groupe Partouche et dispose d’un restaurant.
Parmi les différents bâtiments (sur les cinq sites) des sept casinos qui ont existé, cinq existent toujours: leur préservation a parfois nécessité certains travaux de restauration du patrimoine, dont les plus récents ont débuté en 2024.

## Histoire

### Premiers casinos
Le premier casino de la ville et l'un des premiers en France est construit et inauguré en 1853 à la Noëveillard, devenant le sixième casino à voir le jour sur le territoire national, après les villes Dieppe, Boulogne-Sur-Mer, Saint-Malo, Trouville.

#### Casino de la Terrasse

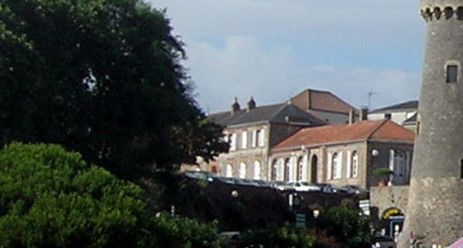
L'ancien Casino de la Terrasse

En 1859, un autre casino s'installe dans le bâtiment Place de la Terrasse accueillant un hôtel et des bains, mais ce casino a une existence très courte (jusqu'en 1862).
Le bâtiment historique du casino de la Terrasse qui existe toujours fait l'objet de travaux de restauration du patrimoine depuis 2024.

#### Casino de la Noëveillard, troisième bâtiment
Un troisième casino est construit en 1880 avec le projet porté par M. Maucard à la Plage de la Noëveillard replaçant ainsi le premier casino de 1853. La conception de ce bâtiment est signée Alfred Benoist et Léon-Félix Lenoir.
Par la suite, le Café-Casino de la Noëveillard est intégralement démoli et un sixième casino (en comptant les deux nouveaux casinos de Gourmalon, 1885 et du Môle, 1893) est reconstruit en 1913 avec l'architecte Paul Devorsine et le mécénat de M. Fenaille. L'établissement du Casino de la Noëveillard est alors relancé par	Monsieur Wilfrid qui entreprend un agrandissement du bâtiment en 1931.

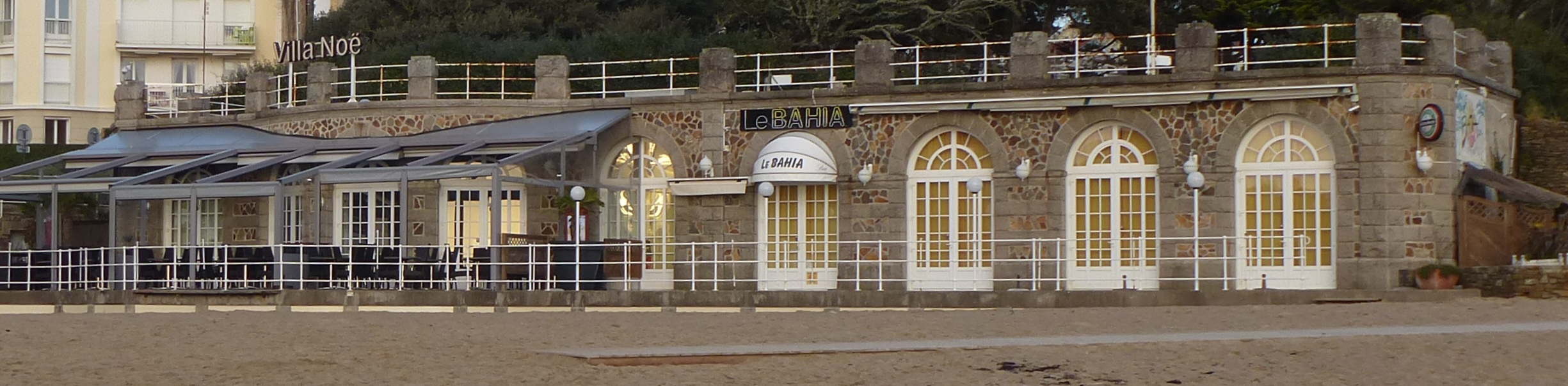
L'ancien Casino de la Noëveillard (reconstruction de 1913 et agrandissement de 1931)

L'activité du casino cesse dès 1932 et le bâtiment connaît d'autres usages par la suite (salle de réception pour la Mairie, boite de nuit, club nautique, restaurant gastronomique, bar de plage, ...).

### Quatrième casino, plage de la Source
Le quatrième casino de Pornic, également connu sous le nom de Casino des Flots, a été inauguré en 1885 sur la plage de Source dans l'anse de Gourmalon, pour le compte de la « Société immobilière des bains de mer de Pornic », fondée en 1883 par Alfred Benoist, un notable local devenu maire en 1871, et Léon-Félix Lenoir, architecte nantais, qui s'étaient déjà associés dix ans auparavant pour l'urbanisation du site. Lenoir en assure la réalisation du nouveau casino après s'être inspiré du Palais du Trocadéro à Paris,.
Le casino fut vendu en 1888 à Charles Lelan, un épicier en gros de Saint-Nazaire, qui le fit sans doute agrandir à cette époque, comme en témoigne une carte postale faisant figurer un bâtiment accolé à la façade postérieure de l'édifice primitif.
En 1911, Lenoir intenta un procès à son confrère Jules Bureau, architecte de la ville de Royan, jugeant que la façade de la maison de santé Alfred Amiot que celui-ci y avait édifié (détruit en 1944 par les bombardements), était un plagiat de son œuvre. Lenoir obtint gain de cause puisque le jugement ordonna entre autres « que le nom de Bureau sera supprimé de la maison Amiot s'il a été apposé, et remplacé par la mention : « Construit d'après les plans de Lenoir», le tout aux frais de Bureau, et ce, même avec l'assistance du commissaire de police ».

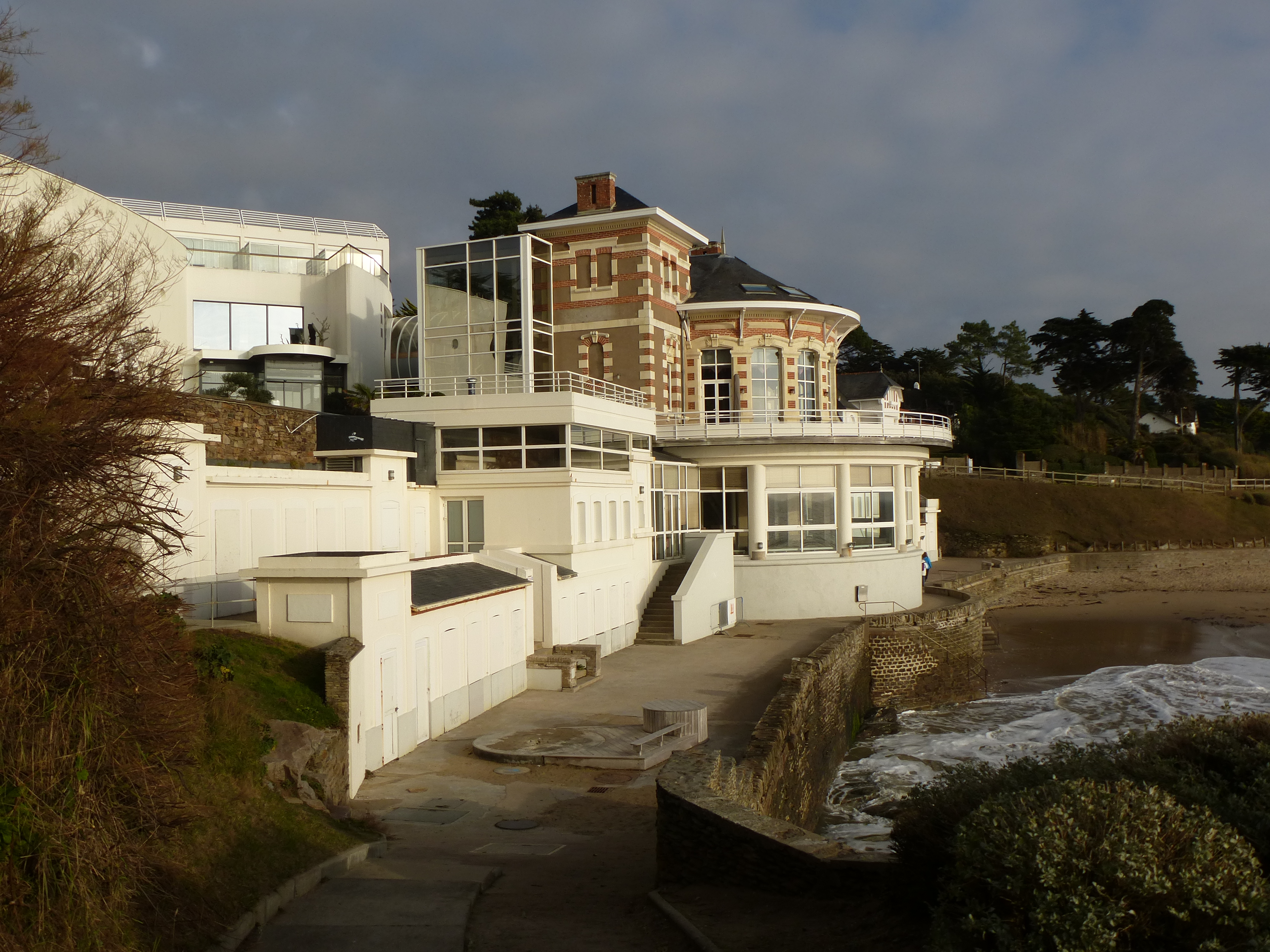
L'ancien Casino de la Source

En 1947, la ville rachète l'établissement.
Depuis 1990, le bâtiment est intégré au centre en thalassothérapie de Pornic employant 170 personnes, comportant un hôtel classé 4 étoiles.

### Cinquième casino, place du Môle
Le cinquième casino, le Casino du Môle construit avant 1893 sur le quai Leray, est transformé en 1896 par Maurice Regnier, architecte à Nantes, pour répondre aux besoins des villégiateurs de plus en plus nombreux venus se divertir après leur bain de mer,.
En 1908, le directeur de l'époque, M. Buisson, remanie considérablement le bâtiment en l'agrandissant. Après 1920, des chambres sont édifiées sur la terrasse. Jusqu'en 1926, l'établissement aura une triple fonction de café, salle de théâtre et salle de jeux (baccara et petits chevaux). À la suite d'un incendie survenu en 1992 qui ravage l'édifice, celui-ci est reconstruit presque à l'identique, permettant à sa façade d'être conservée.
Après l'ouverture du casino de la Ria en 2018, celui du môle est reconverti en un restaurant brasserie Marius Lieu Epicurien et un restaurant gastronomique Marius à La Belle Etoile,,, doté de 410 couverts disposant notamment d'une terrasse panoramique de 50 places sur le toit,.

### Septième casino, Ria de Pornic
En 2018, le casino quitte le quai Leray pour s'installer dans le nouveau complexe touristique de la Ria à l'est du centre-ville.
Le nouveau bâtiment conçu sur un plan elliptique par l’architecte rouennais Emmanuel Delabranche, comprend une salle de jeux de 800 m2 proposant 150 machines (au lieu de 102 dans l'ancien établissement) ainsi que des tables de poker (qui n'éxitaient pas auparavant). Dans le prolongement de la salle principale, une terrasse de 180 m2 constitue le plus large espace de jeux pour fumeurs de France. L'établissement de la Ria comprend aussi un restaurant de 120 couverts. Des animations sont souvent proposées comme des concerts, spectacles, soirées à thème.

## Liste chronologique des bâtiments
| N°  | Date de construction du bâtiment | Date d'inauguration du Casino | Site géographique             | Nom(s)                                                     | Personnalités clés | Postérité | Réf.   |
| --- | -------------------------------- | ----------------------------- | ----------------------------- | ---------------------------------------------------------- | --- | --- | ------ |
| (1) | 1853                             | 1853                          | Plage de la Noëveillard       | Café-Casino de la Noëveillard                              | Stanislas Bocandé (commanditaire et fondateur du Casino)                                                                        | Reconstruit entre 1878 et 1880                                                                                                  | [ 1 ]  |
| (2) | 1830                             | 1859                          | Place de La Terrasse          | Casino de La Terrasse                                      | Aimé Louis Joseph Lebreton (commanditaire pour le bâtiment en tant que Hôtel et Bains), Stanislas Bocandé (fondateur du Casino) | Vendu en 1862. Le casino cesse. Bâtiment toujours existant (en cours de restauration depuis 2024).                              | [ 4 ]  |
| (3) | 1878                             | 1880                          | Plage de la Noëveillard       | Café-Casino de la Noëveillard                              | Alfred Benoist et Léon-Félix Lenoir (architectes), M. Maucard (gérant du Casino)                                                | Détruit en 1912 | [ 2 ]  |
| (4) | 1883                             | 1885                          | Plage de la Source, Gourmalon | Casino des Flots; Casino de la Source; Casino de Gourmalon | Léon-Félix Lenoir (architecte)                                                                                                  | Bâtiment racheté par la Ville de Pornic en 1947. Le casino cesse. Bâtiment toujours existant (restaurant d'un centre Thalasso). | [ 24 ] |
| (5) | pre-1893                         | 1893                          | Place du Môle, Vieux Port     | Casino du Môle; Grand Casino du Môle; Casino Partouche     | Maurice Regnier (architecte) | Casino transféré vers un autre lieu en 2018. Bâtiment toujours existant (restaurant gastronomique et brasserie, Marius).        | [ 12 ] |
| (6) | 1913 et 1931 (agrandissement)    | 1913                          | Plage de la Noëveillard       | Casino de la Noëveillard                                   | M. Fenaille (mécène), Paul Devorsine (architecte), Monsieur Wilfrid (gérant du casino)                                          | Rachat du bâtiment par la Ville de Pornic en 1932. Le casino cesse. Bâtiment toujours existant (restaurant et bar de plage).    | [ 26 ] |
| (7) | 2017                             | 2018                          | Ria de Pornic                 | Casino de Pornic; Casino Partouche; Casino de la Ria       | Emmanuel Delabranche (architecte)                                                                                               | Casino en activité. | [ 27 ] |

## Coordonnées des lieux mentionnés
1. ↑  Casino de la Source : 47° 06′ 25″ N, 2° 05′ 49″ O.
2. ↑  Casino du môle : 47° 06′ 54″ N, 2° 06′ 11″ O.